# Gisulfo I del Friul
Gisulfo I fue el primer duque de Friuli (entonces Forum Julii). Era sobrino de Alboino, primer rey de los lombardos en Italia, quien le nombró duque alrededor de 569 después de la conquista de la región lombarda, aunque algunos estudiosos creen que él designó a su hermano Grasulfo, el padre de Gisulfo.
Antes de esto, Gisulfo había sido marpahis de Alboino o "señor de los caballos", a veces considerado un escudero. Era, según Pablo el Diácono, "un hombre adecuado en todos los sentidos." Pidió permiso a Alboino para elegir qué faras o clanes se lideraría o gobernaría en Friuli, y se le concedió esta petición. Él eligió a las familias que se asentarían definitivamente en Friuli, y "adquirió el honor de un líder (ducior)". Además, Alboino le concedió una gran manada de yeguas, tal vez en reconocimiento de su servicio anterior.
Reinó durante el Periodo de los duques desde 575 a 585. Fue sucedido por su hijo, Gisulfo II.